# Ye Linlin
Ye Linlin (China) es una gimnasta artística china, subcampeona mundial en 1995 en el concurso por equipos.

## 1995
En el Mundial celebrado en Sabae (Japón) gana la plata en el concurso por equipos, tras Rumania (oro) y delante de Estados Unidos (bronce), siendo sus compañeras de equipo: Mo Huilan, Liya Ji, Meng Fei, Qiao Ya, Liu Xuan y Mao Yanling.